# Kick Off!
『Kick Off!』（キック・オフ）は、サザンオールスターズの企画盤アルバム（ベスト・アルバム）。1980年7月5日発売。発売元はInvitation。
カセットテープのみでの発売のため、現在は廃盤作品となる。

## 背景
前作『ベスト・オブ・サザンオールスターズ』と同じく初期の企画盤である。収録曲はデビューから最新シングル「ジャズマン (JAZZ MAN)」までの曲が対象。「勝手にシンドバッド」と「いとしのエリー」はこの後ほとんどのコンピレーションおよびベスト・アルバムに収録されている。本作に収録されている「Hey! Ryudo!」は、シングル『涙のアベニュー』収録バージョンである。

## 収録曲
- 収録曲は各作品で説明しているため、ここでは説明を省略する。
- ※印はオリジナルアルバム未収録曲。タイトル表記は基本的にオリジナル収録時のものに従った。

### SIDE-A
1. いなせなロコモーション ※
(作詞・作曲:桑田佳祐　編曲:サザンオールスターズ)
2. 勝手にシンドバッド
(作詞・作曲:桑田佳祐　編曲:斉藤ノブ & サザンオールスターズ　管編曲:Horn Spectrum)
3. 私はピアノ
(作詞・作曲:桑田佳祐　編曲:サザンオールスターズ　弦管編曲:新田一郎)
4. 恋するマンスリー・デイ
(作詞・作曲:桑田佳祐　編曲:サザンオールスターズ)
5. 涙のアベニュー
(作詞・作曲:桑田佳祐　編曲:サザンオールスターズ　弦管編曲:八木正生)
6. Hey! Ryudo! (ヘイ! リュード!)
(作詞・作曲:桑田佳祐　編曲:サザンオールスターズ　管編曲:八木正生)

### SIDE-B
1. ジャズマン (JAZZ MAN) ※
(作詞・作曲:桑田佳祐　編曲:サザンオールスターズ　弦管編曲:八木正生)
2. ふたりだけのパーティ ～ Tiny Bubbles (type-A)
(作詞・作曲:桑田佳祐　編曲:サザンオールスターズ　弦管編曲:新田一郎)
3. TO YOU
(作詞・作曲:桑田佳祐　編曲:サザンオールスターズ　弦管編曲:新田一郎)
4. C調言葉に御用心
(作詞・作曲:桑田佳祐　編曲:サザンオールスターズ　弦編曲:八木正生)
5. 青い空の心 (No me? More no!) ※
(作詞・作曲:桑田佳祐　編曲:サザンオールスターズ)
6. いとしのエリー
(作詞・作曲:桑田佳祐　編曲:サザンオールスターズ　弦編曲:新田一郎)